# Winhall
Winhall ist eine Town im Bennington County des Bundesstaates Vermont in den Vereinigten Staaten mit 1.182 Einwohnern (laut Volkszählung von 2020).

## Geografie

### Geografische Lage

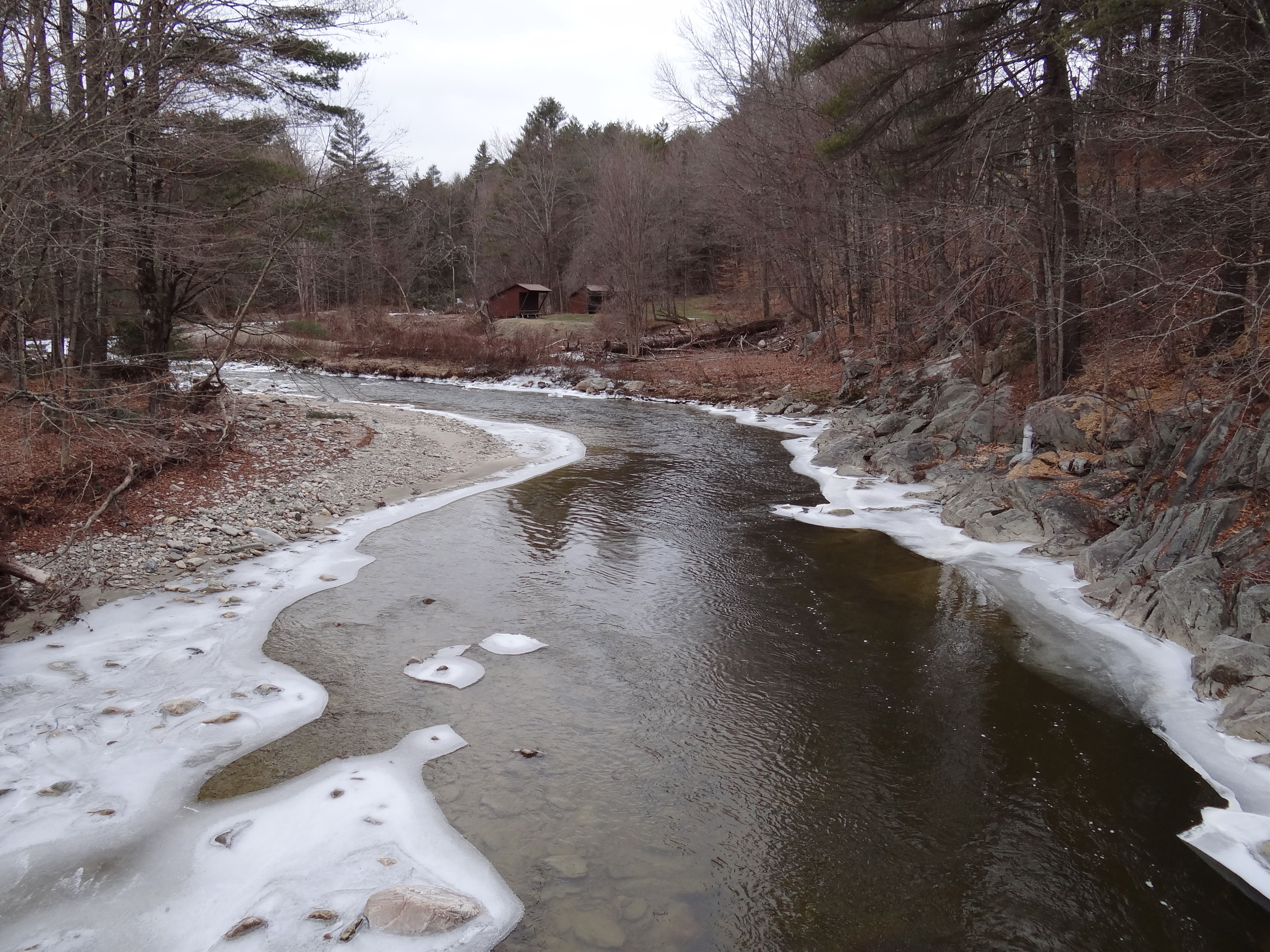
Winhall River

Winhall liegt im Nordosten des Bennington Countys, in den Green Mountains. Es gibt nur wenige, kleinere Flüsse auf dem Gebiet der Town, der größte ist der Winhall River. Er mündet im West River. Im Osten und Süden befinden sich mehrere Seen. Der größte ist der Gale Meadows Pond im Osten der Town. Die Oberfläche ist hügelig ohne eine ausgeprägte Erhebung.

### Nachbargemeinden
Alle Angaben als Luftlinien zwischen den offiziellen Koordinaten der Orte aus der Volkszählung 2010.
- Norden: Peru, 8,5 km
- Nordosten: Londonderry, 19,7 km
- Osten: Jamaica, 17,1 km
- Südosten: Somerset, 11,2 km
- Süden: Stratton, 6,9 km
- Südwesten: Sunderland, 11,1 km
- Westen: Manchester, 10,1 km
- Nordwesten: Dorset, 8,0 km

### Stadtgliederung
Das Unincorporated Village Bondville ist die größte Ansiedlung auf dem Gebiet der Town.

### Klima
Die mittlere Durchschnittstemperatur in Winhall liegt zwischen −7,78 °C (18 °Fahrenheit) im Januar und 18,3 °C (65 °Fahrenheit) im Juli. Damit ist der Ort gegenüber dem langjährigen Mittel der USA um etwa 10 Grad kühler. Die Schneefälle zwischen Oktober und Mai liegen mit über fünfeinhalb Metern knapp doppelt so hoch wie die mittlere Schneehöhe in den USA, die tägliche Sonnenscheindauer liegt am unteren Rand des Wertespektrums der USA.

## Geschichte
Der Grant für Winhall wurde am 15. September 1761 durch Benning Wentworth im Rahmen seiner New Hampshire Grants mit 23.040 acres (etwa 93 km²) vergeben. Nathaniel Brown aus Massachusetts war der erste Siedler in Winhall. Er erreichte die Town während des Amerikanischen Unabhängigkeitskriegs. Die konstituierende Versammlung fand im Jahr 1796 statt.

### Einwohnerentwicklung
| Volkszählungsergebnisse – Town of Winhall, Vermont | Volkszählungsergebnisse – Town of Winhall, Vermont | Volkszählungsergebnisse – Town of Winhall, Vermont | Volkszählungsergebnisse – Town of Winhall, Vermont | Volkszählungsergebnisse – Town of Winhall, Vermont | Volkszählungsergebnisse – Town of Winhall, Vermont | Volkszählungsergebnisse – Town of Winhall, Vermont | Volkszählungsergebnisse – Town of Winhall, Vermont | Volkszählungsergebnisse – Town of Winhall, Vermont | Volkszählungsergebnisse – Town of Winhall, Vermont | Volkszählungsergebnisse – Town of Winhall, Vermont |
| Jahr                                               | 1700                                               | 1710                                               | 1720                                               | 1730                                               | 1740                                               | 1750                                               | 1760                                               | 1770                                               | 1780                                               | 1790                                               |
| -------------------------------------------------- | -------------------------------------------------- | -------------------------------------------------- | -------------------------------------------------- | -------------------------------------------------- | -------------------------------------------------- | -------------------------------------------------- | -------------------------------------------------- | -------------------------------------------------- | -------------------------------------------------- | -------------------------------------------------- |
| Einwohner                                          |                                                    |                                                    |                                                    |                                                    |                                                    |                                                    |                                                    |                                                    |                                                    | 155                                                |
| Jahr                                               | 1800                                               | 1810                                               | 1820                                               | 1830                                               | 1840                                               | 1850                                               | 1860                                               | 1870                                               | 1880                                               | 1890                                               |
| Einwohner                                          | 202                                                | 429                                                | 428                                                | 571                                                | 576                                                | 762                                                | 741                                                | 842                                                | 722                                                | 523                                                |
| Jahr                                               | 1900                                               | 1910                                               | 1920                                               | 1930                                               | 1940                                               | 1950                                               | 1960                                               | 1970                                               | 1980                                               | 1990                                               |
| Einwohner                                          | 449                                                | 366                                                | 336                                                | 229                                                | 212                                                | 255                                                | 245                                                | 281                                                | 327                                                | 482                                                |
| Jahr                                               | 2000                                               | 2010                                               | 2020                                               | 2030                                               | 2040                                               | 2050                                               | 2060                                               | 2070                                               | 2080                                               | 2090                                               |
| Einwohner                                          | 702                                                | 769                                                | 1.182                                              |                                                    |                                                    |                                                    |                                                    |                                                    |                                                    |                                                    |

## Wirtschaft und Infrastruktur

### Verkehr
Die Vermont State Route 30 verläuft durch den Norden der Town in west-östlicher Richtung von Manchester im Westen nach Jamaica im Süden. Von ihr zweigt die Vermont State Route 11 in nördliche Richtung nach Peru und Londonderry ab.
Winhall liegt an der ehemaligen Bahnstrecke Brattleboro–South Londonderry. Ende der 1930er Jahre wurde die Bahnstrecke aufgegeben.

### Öffentliche Einrichtungen
Neben den üblichen städtischen Einrichtungen und der privaten Grundschule sind in Winhall keine öffentlichen Einrichtungen angesiedelt. Das nächstgelegene Krankenhaus, das Grace Cottage Hospital, befindet sich in Townshend.

### Bildung

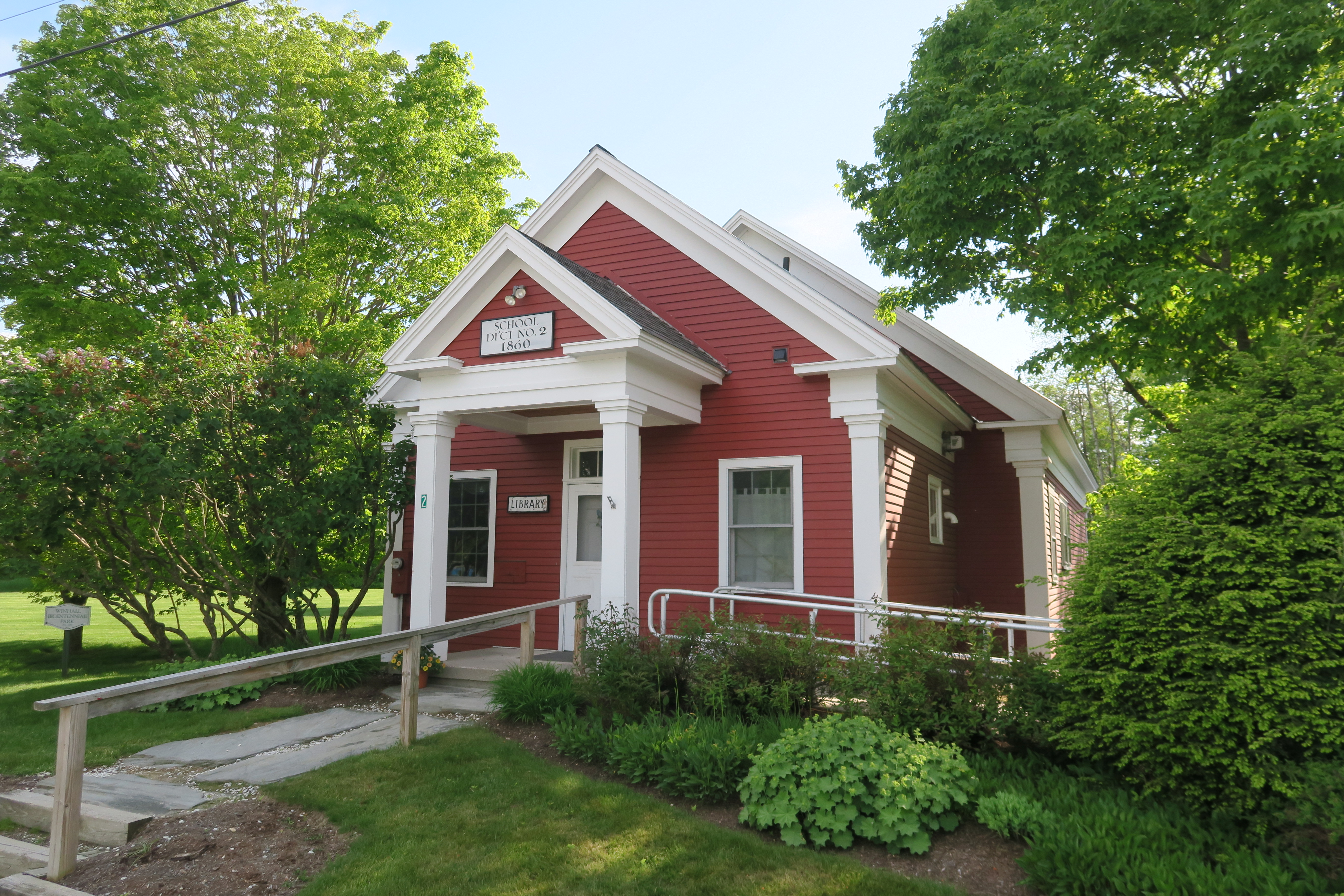
Winhall Memorial Library

Winhall gehört mit Danby, Dorset, Langrove, Londonderry, Manchester, Mt. Tabor, Pawlet, Peru, Sunderland, Ruper und Weston zur Bennington-Rutland Supervisory Union.
In Winhall befindet sich die private The Mountain School at Winhall , mit Schulklassen von Pre-Kindergarten bis zum achten Schuljahr. Für öffentliche und weiterführende Schulbildung müssen die umliegenden Gemeinden angefahren werden.
Die Winhall Memorial Library befindet sich in einem ehemaligen Schulhaus aus dem Jahr 1860.